# Xerocrassa molinae
Xerocrassa molinae е вид коремоного от семейство Hygromiidae. Видът е почти застрашен от изчезване.

## Разпространение
Разпространен е в Испания.